# Albert Schäfer (Unternehmer)
Albert Schäfer (* 13. Januar 1881 in Köln; † 22. Januar 1971 in Hamburg) war ein deutscher Unternehmer, 1951 bis 1954 Präsident des Deutschen Industrie- und Handelstages und 1946 bis 1954 Präses der Handelskammer Hamburg.

## Beruflicher Werdegang
Nach seinem Abitur in Köln 1899 begann Schäfer eine kaufmännische Lehre bei der Rheinischen Gummiwarenfabrik Clouth oHG, in deren Folge sich zahlreiche Auslandsaufenthalte u. a. in den USA, Frankreich, Belgien, England, Italien und Russland anschlossen. 1907 wechselte Schäfer zur Titan B. Pollak AG nach Waltershausen/Thüringen. Dort wurde er 1908 zunächst Prokurist, 1909 stellvertretendes Vorstandsmitglied und schließlich 1912 zum Alleinvorstand bestellt. Nach der Übernahme des Unternehmens durch die Continentale Gummiwerke AG mit Sitz in Hannover, wurde Schäfer in den dortigen Vorstand berufen und verblieb dort bis Ende 1932. Am 1. April 1933 wurde er Vorstandsvorsitzender der Phoenix-Gummiwerke AG in Hamburg-Harburg, die dort das zweitgrößte deutsche Gummi-Werk unterhielten. Während seiner Zeit als Vorstandsvorsitzender war er nach Ansicht der Kommission, die im Auftrag des Hamburger Senats seit 2020 belastete Straßennamen untersuchte, "verantwortlich für den Zwangsarbeitereinsatz bei den Phoenix-Werken. Mit den Zweigwerken in Riga und Prag, in denen jüdische Zwangsarbeiterinnen und Zwangsarbeiter eingesetzt wurden, beteiligte sich das Unternehmen aktiv an der nationalsozialistischen Ausbeutungspolitik in den besetzen Gebieten in Osteuropa. Schäfer betrieb die ‚Arisierung‘ der gemeinsam mit seinem jüdischen Geschäftspartner Max Goldschmidt gegründeten Firma Metallgummi GmbH und leistete nach 1945 erst Wiedergutmachung, als Goldschmidt diese erstritt.".
Er wechselte zum 1. April 1946 in den Aufsichtsrat des Unternehmens und wirkte dort von 1949 bis 1961 als Aufsichtsratsvorsitzender. Zum Ausscheiden wurde ihm der Titel des Ehrenvorsitzenden des Aufsichtsrates verliehen. 

## Einsatz bei der Kapitulation von Hamburg (1945)
Im April 1945 wurde in den Harburger Phoenix-Werken, deren Vorstandsvorsitzender Schäfer war, ein Lazarett eingerichtet. Da das Werk im Bereich der britischen Artillerie lag, wurde es immer wieder von Granaten getroffen. Am 29. April 1945 beschloss Schäfer zusammen mit Divisionsarzt Hermann Burchard, Sohn des vormaligen Hamburger Bürgermeisters Johann Burchard und Militärdolmetscher Leutnant Otto von Laun mit den Briten über ein Ende des Beschusses zu verhandeln. Alwin Wolz, der Kampfkommandant von Hamburg, stellte ihnen einen Passierschein für die deutschen Linien aus. Unter Verwendung einer weißen Flagge erreichten sie trotz Beschusses die britischen Stellungen. Während Burchard und von Laun als Militärangehörige lediglich über die Schonung des Lazaretts verhandelten, brachte Schäfer auch den Wunsch nach Einstellung der Kampfhandlungen zum Ausdruck. Am nächsten Tag wurde Schäfer mit einem Brief aus dem britischen Hauptquartier in Lüneburg zurück zu General Wolz geschickt, der am 2. Mai der kampflosen Übergabe Hamburgs an die Alliierten zustimmte.

## Unternehmerisches Ehrenamt und Politik
Bereits 1934 in den Beirat der Industrie- und Handelskammer Harburg-Wilhelmsburg berufen, kam Schäfer nach deren Auflösung durch das Groß-Hamburg-Gesetz 1937 in den Beirat der Hamburger Handelskammer und gehörte ab dem 28. April 1937 dem Plenum an. Von Februar bis Oktober 1946 war Schäfer Mitglied der von der britischen Militärregierung Ernannten Hamburgischen Bürgerschaft, zunächst parteilos, dann ab Juni 1946 als Mitglied der CDU. Nachdem der von Bürgermeister Rudolf Petersen mit Genehmigung der britischen Militärregierung zum Präses ernannte Johann Wirtz aus gesundheitlichen Gründen zurückgetreten war, wurde Schäfer am 9. Dezember 1946 zum Präses der Handelskammer Hamburg berufen und blieb in dieser Funktion bis zum 28. Februar 1956. Schäfer erwarb sich dabei große Verdienste bei der Verhinderung von Demontage, der Wiederaufnahme von Auslandsverbindungen der Hansestadt und dem Wiederaufbau der Hamburger Wirtschaft. 1956 ernannte ihn die Handelskammer Hamburg zum Ehrenpräses auf Lebenszeit.
Von April 1951 bis April 1954 war er darüber hinaus auch Präsident des Deutschen Industrie- und Handelstages, der ihn anschließend zum Ehrenmitglied ernannte.
Im März 2022 empfahl die Hamburger Kommission zum Umgang mit NS-belasteten Straßennamen die Umbenennung des Albert-Schäfer-Wegs, da Albert Schäfer als NS-belastet gilt.
Im Oktober 2022 forderten die Fraktionen DIE LINKE, SPD und GRÜNE in der Bezirksversammlung Harburg, das Umbenennungsverfahren anzustoßen (Drucksache - 21-2466). CDU und FDP stimmten dagegen. Im Januar 2025 forderte wiederum die CDU, die Straßenbezeichnung beizubehalten (Drucksache - 22-0349).

## Ehrungen
- 1951: Bürgermeister-Stolten-Medaille
- 1953: Großes Verdienstkreuz mit Stern der Bundesrepublik Deutschland
- 1954: Goldene Denkmünze der Hamburger Handelskammer
- 1956: Ehrendoktorwürde der Universität Hamburg
- 1958: Der größte zur Verfügung stehende Konferenzraum der Handelskammer Hamburg trug bis 2023 den Namen Albert-Schäfer-Saal.[9]
- 1963: Großes Verdienstkreuz mit Stern und Schulterband der Bundesrepublik Deutschland
- 2003: Ehrung durch einen Albert-Schäfer-Weg in Hamburg-Harburg